# Mani Planzer
Emanuel «Mani» Planzer (* 11. August 1939 in Luzern; † 12. Dezember 1997 in Luzern) war ein Schweizer Musiker und Komponist sowie Schul- und Chorleiter.

## Leben und Wirken
Planzer war zwischen 1955 und 1959 als Organist in Weggis und Horw tätig. Gleichzeitig wirkte er als Fagottist in der Stadtmusik Luzern und kam als Autodidakt zum Jazz: Als Pianist spielte er in einer Dixieland-Band und als Vibraphonist in einer Jazz-Combo. Daneben war er zuerst als freiberuflicher Journalist, dann als Primarlehrer an der Unterstufe in Luzern tätig. Auch war er Präsident der «Jeunesses Musicales» Luzern. 1962 gestaltete er in der Matthäuskirche von Luzern die ersten Schweizer Jazzgottesdienste.
Von 1962 bis 1966 studierte er an der Musikakademie Zürich, wo er mit Diplomen als Chorleiter und Lehrer für Kontrapunkt abschloss. Daneben besuchte er in Basel Meisterkurse bei György Ligeti, Karlheinz Stockhausen und Pierre Boulez. Weiterhin nahm er von 1959 bis 1976 an den Internationalen Ferienkursen für Neue Musik in Darmstadt teil.
Zwischen 1968 und 1995 leitete er verschiedene Big Bands, zunächst die Mani Planzer Big Band, die 1969 am Zürcher Jazzfestival teilnahm, später das MorschAchBlasorCHester, dem auch andere Komponisten wie Leo Bachmann oder Thomas Mejer und Improvisatoren wie Peter A. Schmid, Hans Kennel und Hans Anliker angehörten und mit dem er auch an den Internationalen Musikfestwochen Luzern sein Werk «Canto della balene» (gemeinsam mit den Basler Madrigalisten und dem Luzerner Sinfonieorchester) uraufführte. Weiter leitete er den Chor Kultur und Volk in Zürich und den CHOhr in Luzern. Daneben war er Leiter der Waldschule Horbach, Zugerberg. Ab 1983 arbeitete er an der Musikschule in Basel, wo er Lehrer für musikalische Früherziehung ausbildete. 
Anschliessend übernahm er einen Lehrauftrag am Konservatorium Winterthur für das Fach «Improvisierend Musizieren». 1986 war er Dozent an den Sommerkursen des Orff-Instituts in Salzburg.
Als Komponist war Planzer zwar «streng dem Kontrapunkt verpflichtet, konnte aber auch loslassen, um einem Ton bis zu seinem Verklingen nachzuhorchen. Pausen waren integraler Bestandteil seiner Musik», der nach Christina Omlin «oft etwas Archaisches» anhaftete, «zuweilen sogar etwas Sakrales».
1981 erhielt Planzer den Anerkennungspreis des Kunst- und Kulturpreises der Stadt Luzern. 1998 wurde Planzer postum der Luzerner Lebensraumpreis verliehen.

## Werk
Planzer verfasste Orchestermusik, Kammermusik, Vokalwerke, Werke für Jazz- und für Blasorchester sowie Theater- und Filmmusiken (zu fünf Filmen von Erich Langjahr). Die mehr als 200 Kompositionen Planzers, dessen Werk von dem Verein «Mani Planzer auf Zeit» gepflegt wird, sowie alle vorhandenen Tondokumente wurden der Zentral- und Hochschulbibliothek Luzern übergeben. Nina Reiter legte 2024 mit dem Ensemble MetaLogue das Album Evolving: The Music of Mani Planzer vor.

### Diskographische Hinweise
- Mani Planzer: Jiver’s Licence (ML Records, 1971)
- Various Artists: Ansichten (AHV, 1981–1984)
- MorschAchblasorCHester (Unit, 1989)
- Mani Planzer: Modaladon (Sound Aspects, 1990)
- MorschAchblasorCHester: Esperar (Sound Aspects, 1990)
- Mani Planzer: ausser gewöhnlich (Earup, 1995)